# 山口県済生会山口総合病院
山口県済生会山口総合病院（やまぐちけんさいせいかいやまぐちそうごうびょういん）は、社会福祉法人恩賜財団済生会支部山口県済生会が山口県山口市緑町に設置する病院である。

## 概要
1951年（昭和26年）に山口県済生会が山口同胞援護会病院を継承して創立。病床数64床から増床を繰り返し、現在は一般病床310床を有する総合病院となっている。
救急告示病院に指定されている。また、災害派遣医療チーム（DMAT）体制を整備している。
建物の老朽化に伴い、敷地内に新病棟を建設し全面建て替えを行うことになっている。このため、隣接する山口警察署跡地を駐車場用地として県から取得している。

## 沿革
- 1951年（昭和26年）11月 - 山口県済生会が山口同胞援護会病院を継承し、木造2階建病床数64床の済生会山口病院として設立
- 1952年（昭和27年）5月 - 社会福祉法人恩賜財団済生会と改称
- 1980年（昭和55年）6月 - 済生会山口総合病院と名称変更
- 2001年（平成13年）9月 - 集中治療室6床新設（310床内）
- 2003年（平成15年）10月 - 臨床研修病院の指定
- 2009年（平成21年）4月 - DPC対象病院へ移行
- 2011年（平成23年）3月 - 地域医療支援病院の承認
- 2012年（平成24年）9月 - DMAT指定病院の指定
- 2014年（平成26年）7月 - 集中治療室8床に増床(310床内)

## 診療科
- 内科[4]
- 小児科[4]
- 放射線科[4]
- 外科[4]
- 整形外科[4]
- 脳神経外科[4]
- 泌尿器科[4]
- 耳鼻咽喉科[4]
- 産婦人科[4]
- 皮膚科[4]
- 眼科[4]

## 医療機関の認定
（下表の出典）
| 保険医療機関 | 労災保険指定医療機関 |
| 指定自立支援医療機関（更生医療） | 臨床研修病院 |
| 指定自立支援医療機関（育成医療） | 指定自立支援医療機関（精神通院医療） |
| 身体障害者福祉法指定医の配置されている医療機関 | 生活保護法指定医療機関（中国残留邦人等の円滑な帰国の促進並びに永住帰国した中国残留邦人等及び特定配偶者の自立の支援に関する法律(平成6年法律第30号)に基づく指定医療機関を含む。） |
| 医療保護施設（中国残留邦人等の円滑な帰国の促進並びに永住帰国した中国残留邦人等及び特定配偶者の自立の支援に関する法律に基づく医療保護施設を含む。) | 特定疾患治療研究事業委託医療機関 |
| 指定小児慢性特定疾病医療機関 | 難病の患者に対する医療等に関する法律（平成２６年法律第５０号）に基づく指定医療機関                                                                                              |
| DPC対象病院 | 無料低額診療事業実施医療機関 |
| 原子爆弾被害者医療指定医療機関 | 原子爆弾被害者一般疾病医療取扱医療機関 |
| 母体保護法指定医の配置されている医療機関 | 地域医療支援病院 |

- 公益財団法人日本医療機能評価機構認定病院(3rdG:Ver.1.1(3回目,2018年6月1日認定,2023年4月20日認定有効期限))[5]。
- このほか、各種法令による指定・認定病院であるとともに、各学会の認定施設でもある。

## 交通アクセス
- JR山口線「湯田温泉駅」より徒歩約20分[6]
- 防長交通バス「情報芸術センター前」停留所より徒歩約3分[6]
- JRバス中国「中園町」停留所より徒歩約3分[6]
- 山口市コミュニティバス（循環バス）「済生会病院前」停留所より徒歩3分又は「商工会館前」停留所より徒歩3分[4]

## 周辺
- 山口情報芸術センター[6]
- NHK山口放送局[6]